# Barão Geraldo
Barão Geraldo é um distrito do município brasileiro de Campinas, no interior do estado de São Paulo, que surgiu nos anos 1920 a partir da Estação Barão Geraldo do Ramal Funilense da antiga Estrada de Ferro Sorocabana e por isso tem esse nome.
O distrito é hoje famoso por sediar a Universidade Estadual de Campinas (Unicamp), que centraliza um dos maiores polos de alta tecnologia do Estado, o CIATEC 2 formado por universidades como a Pontifícia Universidade Católica de Campinas (além da própria Unicamp) e faculdades como a Facamp; centros de pesquisa estatais como o Centro de Pesquisa e Desenvolvimento em Telecomunicações, o CNPEM (Centro Nacional de Pesquisas e Estudos e Materiais) onde está o Laboratório Nacional de Luz Síncrotron; centros hospitalares de pesquisa médica como o Hospital de Clínicas da Unicamp, a Sociedade Brasileira de Pesquisa e Assistência para Reabilitação Craniofacial e o Centro Infantil e de Pesquisas Boldrini, que já é uma referência mundial no tratamento do câncer infantil; além de grandes indústrias ligadas ao ramo de alta tecnologia, notadamente nos ramos de informática (HP, IBM) e de telecomunicações (Lucent, Motorola e Siemens).

## História

### Origem das terras

#### Fazenda Rio das Pedras

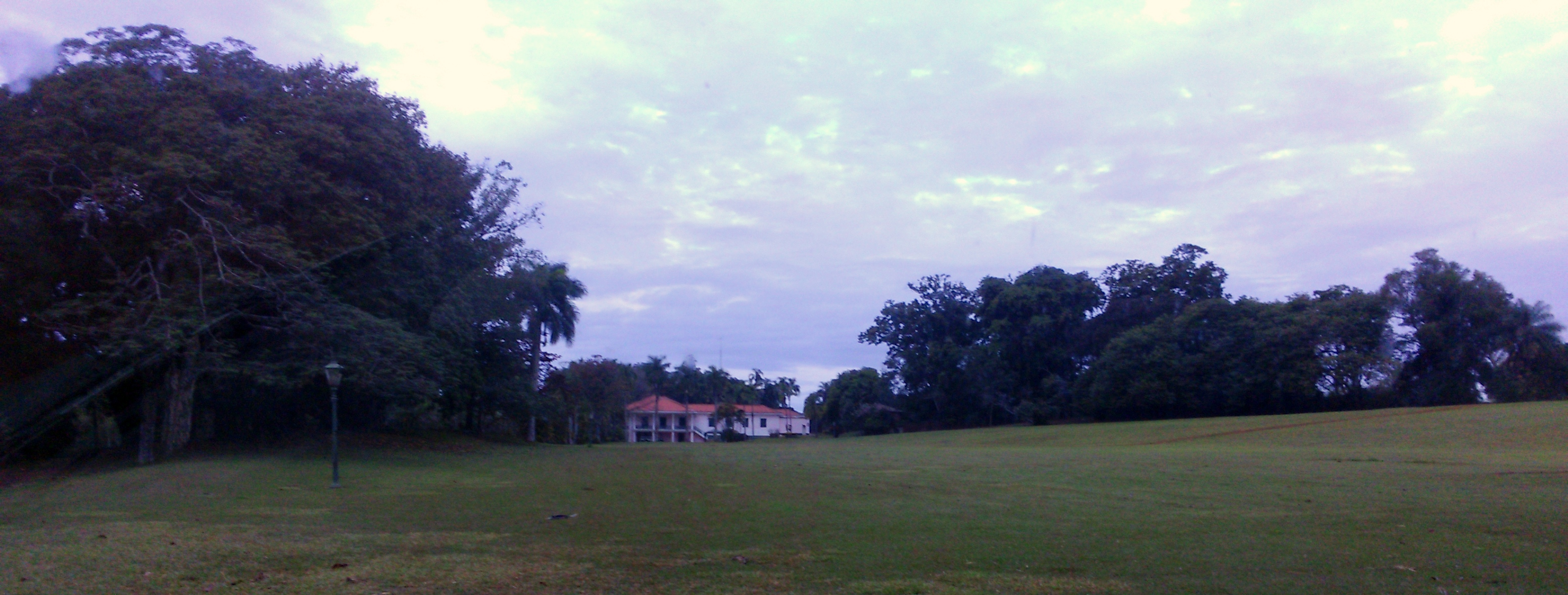
Casarão da Fazenda Rio das Pedras.

Ainda há controvérsias em relação aos primeiros proprietários das terras. Historiadores como Melo Pupo e Jolumá Brito informaram que, em 1799, foi registrada a última sesmaria da região de Campinas, doada pelo Conselho Ultramarino para o futuro brigadeiro Luís António de Sousa Queirós e para seu irmão Francisco Antônio de Souza Queiroz, que ali instalou o engenho Nossa Senhora do Carmo do Morro Alto, que ia de Campinas ao atual município de Cosmópolis, entre o Ribeirão Quilombo e a antiga estrada dos Goiases (atual Rodovia Campinas-Mogi-Mirim). Porém, nas memórias sobre seu pai, Amélia Rezende Martins conta a história passada de geração a geração em sua família de que as terras da fazenda Morro Grande (antigo nome da Santa Genebra), contíguas às terras da Rio das Pedras/Morro Alto, foram compradas por Francisco de Barros Cardoso por volta de 1660 por "uma faca, um ponche e 19$500 réis" e depois revendidas pela viúva Cardoso aos irmãos Souza Queiroz.
Com a morte dos irmãos Souza Queiroz (Luiz Antônio, Francisco e Marco Antônio), as terras e bens foram herdadas por seus filhos e pelo coronel Francisco Inácio de Sousa Queirós, que era o morgado da família, e casado com sua prima, filha de Luis Antônio, Francisca Miquelina de Sousa Queiroz, com quem teve quatro filhos. Após sua morte em 1830, iniciou-se intensa disputa pela guarda de suas duas filhas que sobreviveram: Genebra Miquelina e Isabel Augusta. Até que Ilídia Mafalda (então condessa de Valença) acertou o casamento de Isabel Augusta com o juiz Albino José Barbosa de Oliveira, futuro presidente do Superior Tribunal de Justiça e Conselheiro do Império, em 1847, e de Genebra com seu filho, o capitão Luis Ribeiro de Souza Resende, em 1849. Ao contrário do que dizem, Fazenda  nunca pertenceu ao Barão Geraldo de Resende.
Ao contrário da fazenda Santa Genebra, que manteve sua integridade durante algum tempo, aos poucos as terras da fazenda Rio das Pedras foram sendo vendidas de maneira a formar vários dos bairros que compõem o atual distrito de Barão Geraldo. A fazenda foi adquirida por João Adhemar de Almeida Prado, que tentou revitalizar as culturas do café e da cana-de-açúcar, sem muito sucesso devido aos gastos de sua intensa vida social. Recebeu visitantes ilustres tais como o presidente Juscelino Kubitschek, Zeferino Vaz, Abreu Sodré, Carvalho Pinto, Castelo Branco, o rei da Noruega e a rainha Elizabeth II da Inglaterra.
Os médicos Eduardo e John Lane receberam, pouco depois, a doação de outra área da fazenda Rio das Pedras para a construção do Centro Médico de Campinas, na segunda parte do loteamento para a Cidade Universitária. Adhemar de Almeida Prado confiou a administração dos loteamentos a Nelson de Carvalho, que, entre seus projetos, idealizou parques ecológicos com a criação de lagos: um perto da sede da fazenda e outro entre o campus e a Cidade Universitária, de 60 mil metros quadrados e 2 metros de profundidade, em torno do qual se construiu o atual Parque Ecológico Hermógenes Leitão Filho.
O casarão e remanescentes florestais estão tombados pelo Conselho de Defesa do Patrimônio Cultural de Campinas (Condepacc) desde 13 de novembro de 2003.

#### Fazenda Santa Genebra

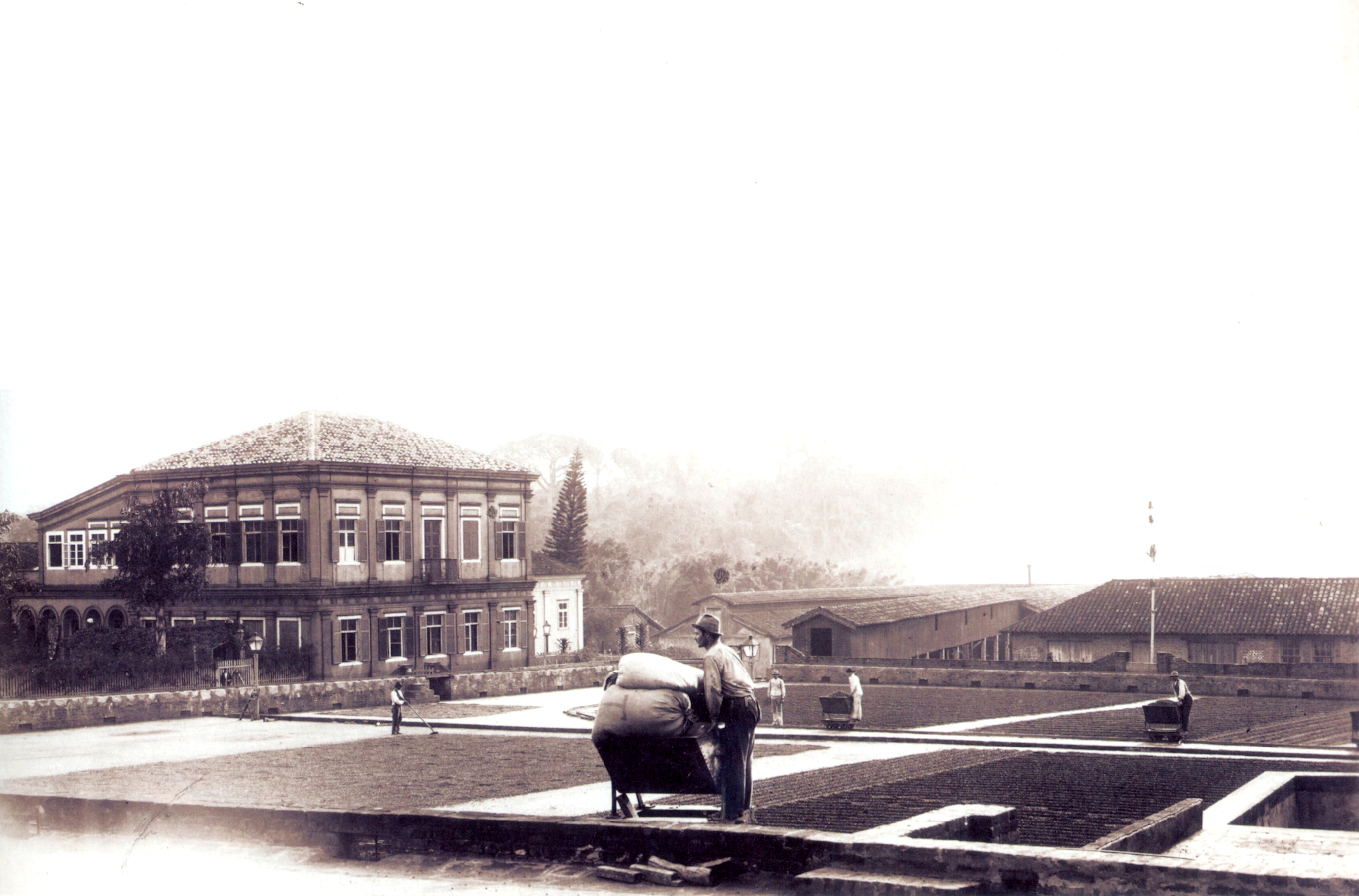
Fazenda Santa Genebra em 1880

A  Fazenda Morro Grande era parte  da Sesmaria Nª Sª do Carmo do  Rio das Pedras  Por ocasião do falecimento de Francisco Ignácio de Souza  Queiróz a Sesmaria foi dividida entre suas duas  filhas: Isabel Augusta  e Genebra de Souza Queiroz.  Genebra recebeu a Fazenda Morro Grande e  foi casada com seu primo, o capitão Luis Ribeiro de Souza Rezende. por determinação de sua tutora, a Marquesa de Valença. Com a  morte de Genebra em 1863,  Luis Ribeiro abandonou  sua administração e a Marquesa de Valença mudou o nome da Fazenda para Santa  Genebra e a deixou sendo administrada por um capataz, o escravo Toninho.
Somente em 1870, a pedido, a Marquesa de Valença passou a administração da Fazenda Santa Genebra para seu filho Geraldo Maria de Sousa Rezende que, em 1876 casou-se com a filha de  Isabel Augusta , Maria Amélia  e passou a administrá-la até seu falecimento em 1907.
Entre 1842 e 1843, de acordo com o botânico Correia de Melo, as terras da Fazenda Santa Genebra eram destinadas à cultura da cana-de-açúcar. Nessa época, iniciaram-se as colheitas de café na região de Campinas, que se tornou, aos poucos, o maior centro produtor e exportador de café do país. Então, a partir de 1852 e pelos cinquenta anos seguintes, as terras foram sendo transformadas para o plantio de café. Em 1860, persistiam apenas 22 engenhos na região de Campinas, enquanto o número de fazendas de café chegava a 190.

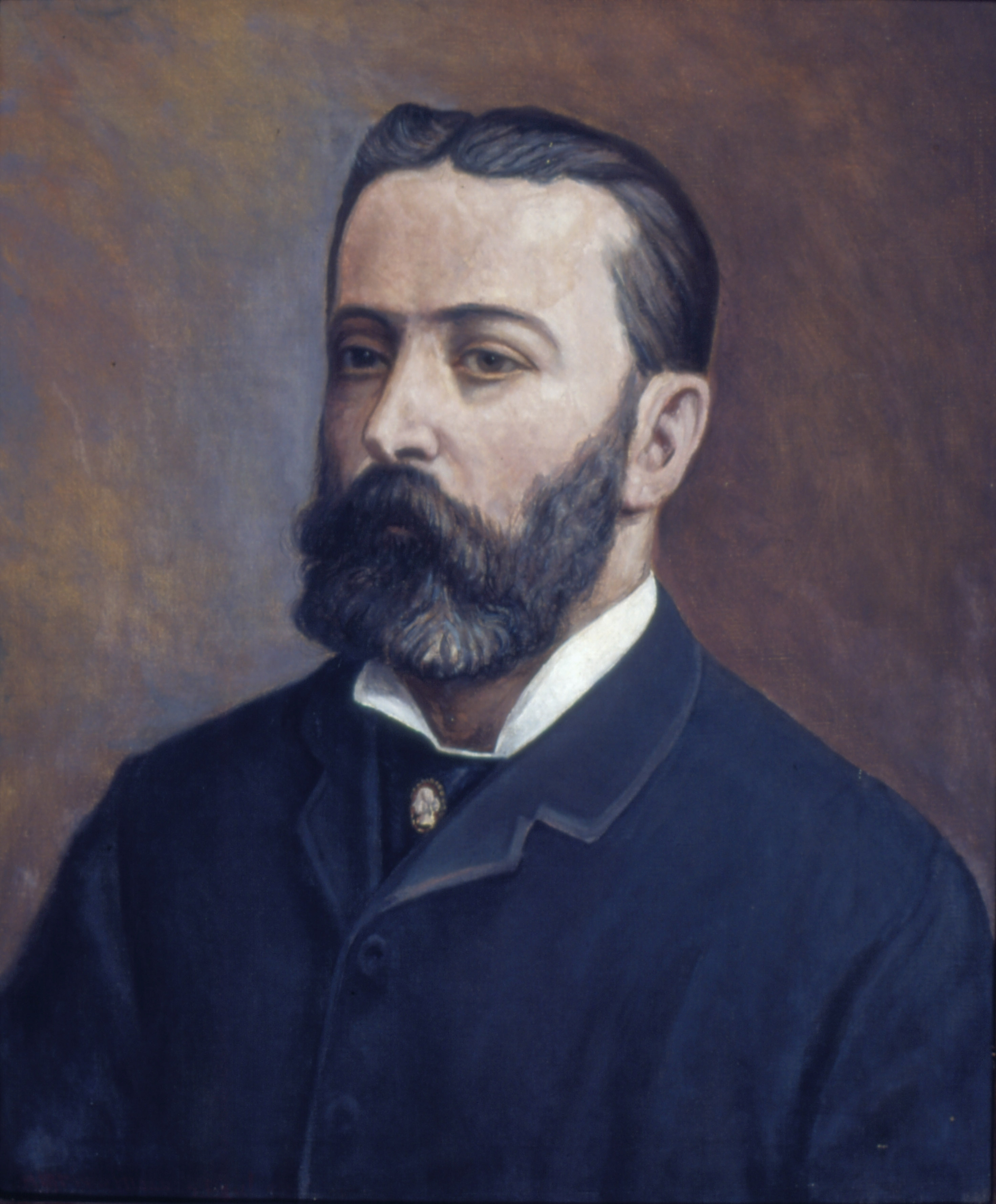
Barão Geraldo de Resende, proprietário da Fazenda Santa Genebra

Segundo conta sua filha Amélia em sua biografia de seu pai, após assumir a fazenda junto com o  capataz escravo Toninho, Geraldo resolveu modernizar a Fazenda : alforriou os escravos em 1874, comprou as mais modernas  máquinas agrícolas de café e empregou os primeiros imigrantes incluindo imigrantes alemães  dando início à transição da escravidão para a mão de obra imigrante. Observa-se que, na medida em que os colonos europeus ingressam na vida agrícola de Campinas, o escravo vai desaparecendo, e, por volta de 1900, já não há mais estatística do número da população negra na cidade. A Fazenda Santa Genebra destacou-se, na época, pelo emprego da tecnologia na agricultura, tais como plantadoras americanas de tração animal, e grandes secadores industriais de café ainda desconhecidas no restante do Brasil.
Devido à forte administração do barão Geraldo, a fazenda Santa Genebra tornou-se modelo a partir de 1890, quando, no Club da Lavoura de Campinas, começaram as discussões para a criação de uma estrada de ferro que ligasse as terras ao norte da cidade, sendo cada vez mais visitada por agrônomos, cientistas e autoridades nacionais e estrangeiras e gerando fartos registros na imprensa, livros de visita da fazenda e fotos. Em 1896, esteve, na Santa Genebra, uma "Comissão Suíça" por solicitação do presidente da república, Manoel de Campos Salles que também esteve na Santa Genebra para inaugurar a Estrada de Ferro Funilense em 18 de setembro de 1899.
Em 1902, a baronesa Maria Amélia adoeceu e foi levada para Paris , mas faleceu no mesmo ano. Além das quebras do café e da falência da estrada de ferro, a Santa Genebra começou a dar prejuízo. Nesse ano, o genro do barão, João Lopes de Assis Martins submeteu um projeto de transformação da Santa Genebra no "Núcleo Colonial Barão Geraldo" à Assembleia Legislativa de São Paulo, mas que não foi aprovado.
Em 1907, venceu a hipoteca do empréstimo de 500:000$000 (quinhentos contos de réis) feitos pelo Barão Geraldo de Resende para financiamento da estrada de ferro Funilense, e todos os seus bens, incluindo a fazenda, foram hipotecados. Como o governo se recusou a cobrir a hipoteca, o senador Luis Lins de Oliveira Vasconcelos cobriu a hipoteca e ficou com a fazenda Santa Genebra e Monjolinho e algumas outras propriedades do barão Geraldo, que faleceu na própria fazenda em 1 de outubro de 1907. Alguns dizem que foi por suicídio, mas sua família negou e até hoje não se sabe a verdade.
Lins de Vasconcelos tocou a fazenda empresarialmente até 1918 quando o coronel Cristiano Osório de Oliveira, comprou a fazenda para seu filho José Pedro de Oliveira, que havia se casado com Jandyra Pamplona em São João da Boa Vista. Em 1935, José Pedro de Oliveira faleceu de tuberculose deixando a Fazenda Santa Genebra para ser gerida por sua esposa Jandyra Pamplona de Oliveira e por vários administradores até seu falecimento em 1993. Segundo Ribeiro, em 1958 o administrador Ari de Salvo erradicou o café da fazenda, substituindo-o por algodão com contratos de arrendamento para diversas famílias de trabalhadores rurais, posteriormente substituído pela soja e cana-de-açúcar.
Em 1983, o administrador Salvo acertou a aplicação de inseticida nos algodoais da Fazenda Santa Genebra o que resultou num grande movimento de moradores ambientalistas ligados à Unicamp, contra a fumigação que atingia Barão Geraldo. O movimento foi liderado pelos professores Mohamed Habib, Hermógenes de Freitas Leitão Filho, Eduardo Guimarães (que chegou a se acorrentar a uma árvore em Campinas) conseguiu o fim da ação e obrigou a Fazenda a mudar de cultura. Esse movimento foi uma das origens da PROESP - Sociedade Protetora das Espécies e de diversos outros movimentos ambientalistas posteriores, inaugurando o início da ação dos novos moradores em Barão Geraldo.

### Origem do distrito

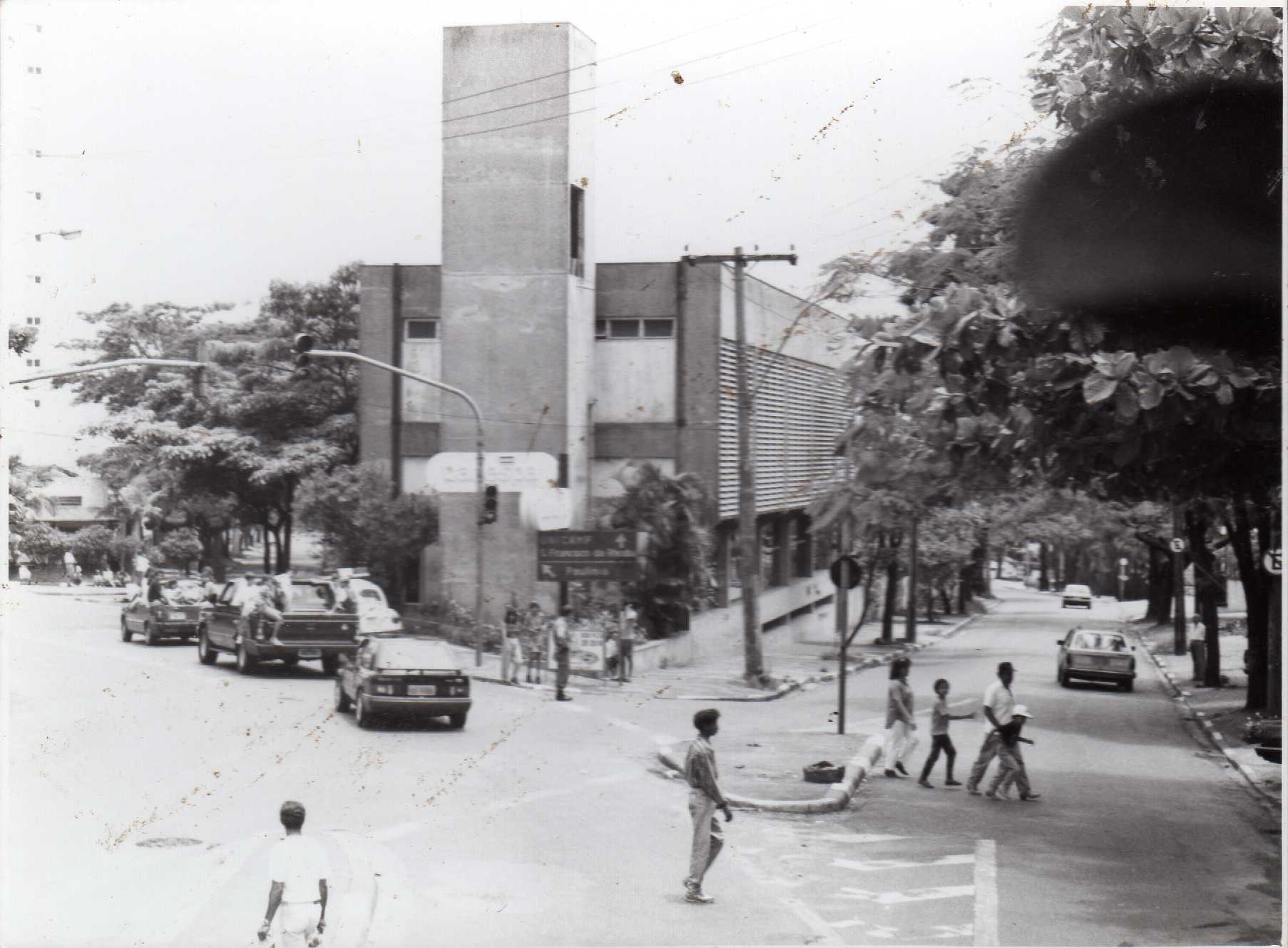
Centro de Barão Geraldo. Foto do historiador Warney Smith - 1992

A história de Barão Geraldo contada pelos baronenses fundamenta-se em raízes culturais e ideais de autonomia de imigrantes e migrantes (vênetos, portugueses, libaneses e brasileiros vindos no "mesmo navio" para (ou da) "mesma fazenda" (onde se estabeleceram inicialmente)) da região campineira, no início do século XX, em busca de sua autonomia. A memória local enfatiza a origem de Barão Geraldo na chegada dessas famílias, no início do século XX, para trabalhar nas fazendas já com projetos de adquirir sua pequena propriedade de terra e, se possível, perto de alguma cidade, onde poderiam viabilizar a vida com sua famílias e talvez mesmo obter algum lucro com a "venda do excedente" na cidade. Porém foram bem poucos os que conseguiram trazer e guardar algum dinheiro para, a partir dos anos 1920, começarem a comprar lotes da Fazenda Rio das Pedras e instalarem-se em meio às piores condições de vida, caracterizando uma "luta pela autossuficiência" que tais trabalhadores e seus pais buscavam em relação aos grandes fazendeiros de café e cana-de-açúcar.
Segundo o historiador Warney Smith, Barão Geraldo se iniciou na segunda década do século XX, quando diversos imigrantes italianos, portugueses e libaneses compraram do leiteiro italiano Plínio Aveniente pequenos sítios ao lado da "Estação Barão Geraldo" da extinta Estrada de Ferro Funilense e, ali, construíram um bairro rural fundado na policultura e na autossubsistência. Até então, todas as terras vendidas por Plínio pertenciam à Fazenda Rio das Pedras, que, na época, pertencia à empresa "Viúva Barbosa & Filhos".
A estrada de ferro da Companhia Carril Agrícola Funilense foi iniciada em 1890 e financiada pelo governo e pelos fazendeiros da Cia. Sul Brasileira para ligar Campinas à Usina Ester e a um núcleo colonial depois denominado "Núcleo Colonial Campos Sales" para agilizar o transporte de cana da Fazenda Funil de José Guatemozin Nogueira e dos cereais produzidos na região. Após longos anos de dificuldade e acertos, a Funilense foi inaugurada em 18 de setembro de 1899 tendo sua estação final na Usina Ester com o nome de "Barão Geraldo de Rezende" (que deu origem ao atual município de Cosmópolis).
Localizado entre duas antigas fazendas de café e cana (Rio das Pedras e Santa Genebra), o bairro rural ficou conhecido como "Barão Geraldo" por ter se centralizado em torno dessa estação que foi inaugurada em 1908 com esse nome e também de uma capela, de um campo de futebol e de diversas vendas - todos vizinhos à Estação - onde seus moradores, em convivência, iniciaram a construção de uma identidade local. Outra origem de Barão também está na antiga colônia de imigrantes da Fazenda Rio das Pedras, que, por ficar ao lado do antigo "cafezal do Xadrez", acabou tomando o nome de "Colônia do Xadrez", onde é hoje a Vila Santa Isabel.
Também foram essenciais, na história local, as mudanças das condições de "parceiros" (meia ou terça) para "sitiantes", e da "monocultura de café" para a "policultura de hortifrutigranjeiros". Também existem vários mitos e lendas construídas para ilustrar toda essa transformação que passaram, sendo a mais famosa o mito do "boi-falô", que, nos anos 1960, foi usado para criar uma imagem de especificidade local, quando Barão Geraldo passou a se autorreconhecer como "A Terra do Boi-Falô". Embora a lenda veiculada pela Prefeitura de Campinas, citando um ano de início e um escravo especifico, não seja a mesma lenda tradicional local que, como toda lenda, não tem data de nascimento.
As primeiras vendas foram dos imigrantes Plinio Aveniente, José Martins, do libaneses Antônio Seraphin, Gebrael Mokarzel, Ferrúcio Carrara e de Manoel Antunes Novo. Ao lado das vendas ficava o campo de futebol e a casa do chefe da estação construída por volta de 1920. Um dos primeiros chefes de estação, Benedito Alves Aranha também construiu uma loja em que abrigou a Escola Mista de Barão Geraldo, onde sua esposa Alzira Aguiar de Oliveira continuou o ensino das primeiras letras aos filhos dos sitiantes, que começara na Fazenda Santa Genebra 1923.
Em 6 de agosto de 1935, vários moradores liderados por Hélio Leonardi conseguiram puxar uma primeira "ponta" de energia elétrica vinda da Fazenda Anhumas, a contragosto de alguns imigrantes que não queriam pagar pelo "progresso". Mas com a instalação da fazenda de cana e destilaria da Rhodia na antiga Fazenda São Francisco a luta dos "baronenses" pelo "progresso" começou a crescer. Com a industrialização e crescimento das cidades, surgiram os primeiros loteamento de sítios de Agostinho Pattaro, Modesto Fernandes e Luis Vicentin  em 1943/1947, e o casamento entre os moradores antigos, lavradores, e os novos, de vocação urbano-industrial começaram a transformar o bairro rural em cidade.
Vários moradores formaram, então, uma Comissão Representativa de Cidadãos, liderada por Hélio Leonardi, que conseguiu a instalação da iluminação pública em 1949, iniciou o loteamento de seus sítios, buscou a implantação de indústrias, lutou pela elevação do bairro rural a distrito, pela doação de terras para implantação da Universidade de Campinas (hoje Unicamp) e, posteriormente, continuou a luta pela emancipação em relação a Campinas, que até hoje continua.
Graças ao trabalho dessa comissão formada por Hélio Leonardi, Guido Camargo Penteado Sobrinho, Edgar Prado, Joaquim Prado, Salomão Mussi e Nicolau Pacci, em 30 de setembro de 1953 o governador Lucas Nogueira Garcez assinou o decreto-lei que elevava Barão Geraldo à categoria de distrito no último dia de seu mandato.
Segundo os baronenses, só em 1958 acontece o primeiro asfaltamento da antiga "Estrada dos Fazendeiros" que ligava Campinas tanto a Barão Geraldo como às terras ao norte. Atualmente, essa ligação passou a ser feita pela Rodovia Professor Zeferino Vaz (anteriormente denominada rodovia General Milton Tavares de Souza, oficialmente SP-332), e a continuação da Estrada dos Fazendeiros passou a se chamar Estrada da Rhodia, atualmente avenida Albino Jose Barbosa de Oliveira. Também em 26 de setembro de 1958, foi inaugurado o primeiro grupo escolar, que recebeu o nome de Agostinho Páttaro, que doou o terreno, e que depois passou a se chamar Barão Geraldo de Resende, o que causou grande revolta local.

### A luta pela "Cidade Universitária"

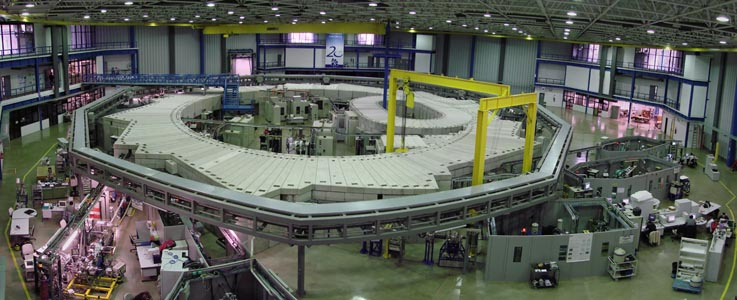
Laboratório Nacional de Luz Síncrotron, o único acelerador de partículas do hemisfério sul

Em entrevista à professora Olga von Simson do Centro de Memória, o corretor de imóveis Honório Chiminazzo conta que, a partir de 1960, começa a procurar o doutor Zeferino Vaz, que fazia parte da comissão de implantação da Universidade de Campinas, para oferecer-lhe terras para o Estado construir a Universidade de Campinas. Chiminazzo diz que, durante vários anos, ofereceu, a ele e à comissão de instalação da universidade, vários terrenos: o do atual Lago do Café, depois o do atual Campus II da PUCC, e finalmente o terreno da Fazenda Santa Cândida (atual Campus I da PUCC), aceito por Mario Degni, mas que Zeferino não aceitou.
No entanto, conforme entrevistas de Hélio Leonardi e Manoel Sidrônio,constantes no Centro de Memória, os moradores procuraram Honório Chiminazzo e pediram para que a Unicamp ficasse nas terras da Fazenda Rio das Pedras, no então "cafezal Santa Izabel". Em 1963, Chiminazzo e vários moradores foram pedir a João Adhemar de Almeida Prado para doar terras para a Universidade de Campinas, sendo que ele poderia depois lotear todo o entorno. Inicialmente Prado declarou doar 15 alqueires, mas a oferta não foi aceita pela comissão de Zeferino. Daí, Sidrônio, Hélio, Guido e outros moradores, além de Chiminazzo solicitaram a doação de mais 15 alqueires, totalizando 30 alqueires do Cafezal Santa Izabel.
Almeida Prado atendeu o pedido dos moradores e concordou com a doação. Em 1965, Chiminazzo, Zeferino Vaz e Almeida Prado fecharam o acordo de doação de 30 alqueires para a implantação do campus da Unicamp. Mas para acelerar a doação, era preciso que as terras fossem compradas pelo Estado. E por isso eles decidiram fazer um contrato de compra e venda no valor simbólico de Cr$1,00 (um cruzeiro), para oficializar a posse. Fechado o contrato, Zeferino Vaz decidiu inaugurar a pedra fundamental da Unicamp em 10 de novembro de 1966. Todo o entorno iria formar o loteamento Cidade Universitária.
Em setembro de 1963 aconteceu a missa inaugural na nova Igreja de Santa Isabel em sua atual localização e, nesse mesmo ano, foi instalada a rede de abastecimento de água da região, além da inauguração do primeiro banco.

### Plano diretor
Em 1992, devido às inúmeras manifestações de associações de moradores para a melhoria do distrito, o então prefeito José Roberto Magalhães Teixeira determinou à Secretaria de Planejamento que se iniciassem aos discussões do Plano Diretor de Barão Geraldo. Tais discussões resultaram na Lei 9.199 de 1996, que pouco levaram em conta a história e os interesses de moradores ambientalistas e progressistas de Barão Geraldo, sendo alvo de inúmeros protestos até hoje.
Essa lei foi elaborada por duas universidades de Campinas (Unicamp e Puccamp), associações de Barão Geraldo, escolas, população e apoiada pelo então prefeito Magalhães Teixeira. Magalhães Teixeira faleceu, porém, e a Lei foi assinada pelo seu sucessor Edivaldo Orsi em 1996.

### Formação administrativa
- Distrito criado pela Lei n° 2.456 de 30 de dezembro de 1953, com sede no povoado de igual nome e com território desmembrado do distrito sede de Campinas[17][18].

### Pedidos de emancipação
A partir de 1966, com a inauguração da Unicamp, ocorre um intenso processo de parcelamento de solo para fins urbanos e uma grande diversificação dos moradores de Barão. No mesmo ano, a Sociedade Amigos de Barão Geraldo, formada por Guido Camargo Penteado Sobrinho, Hélio Leonardi e Lázaro de Campos Faria, dá entrada na Assembleia Legislativa do primeiro pedido oficial de emancipação. De lá para cá, mais de 20 pedidos de emancipação já foram feitos à Assembleia. Hoje, a luta pela emancipação é liderada pelo Movimento Emancipa Barão.

## Geografia

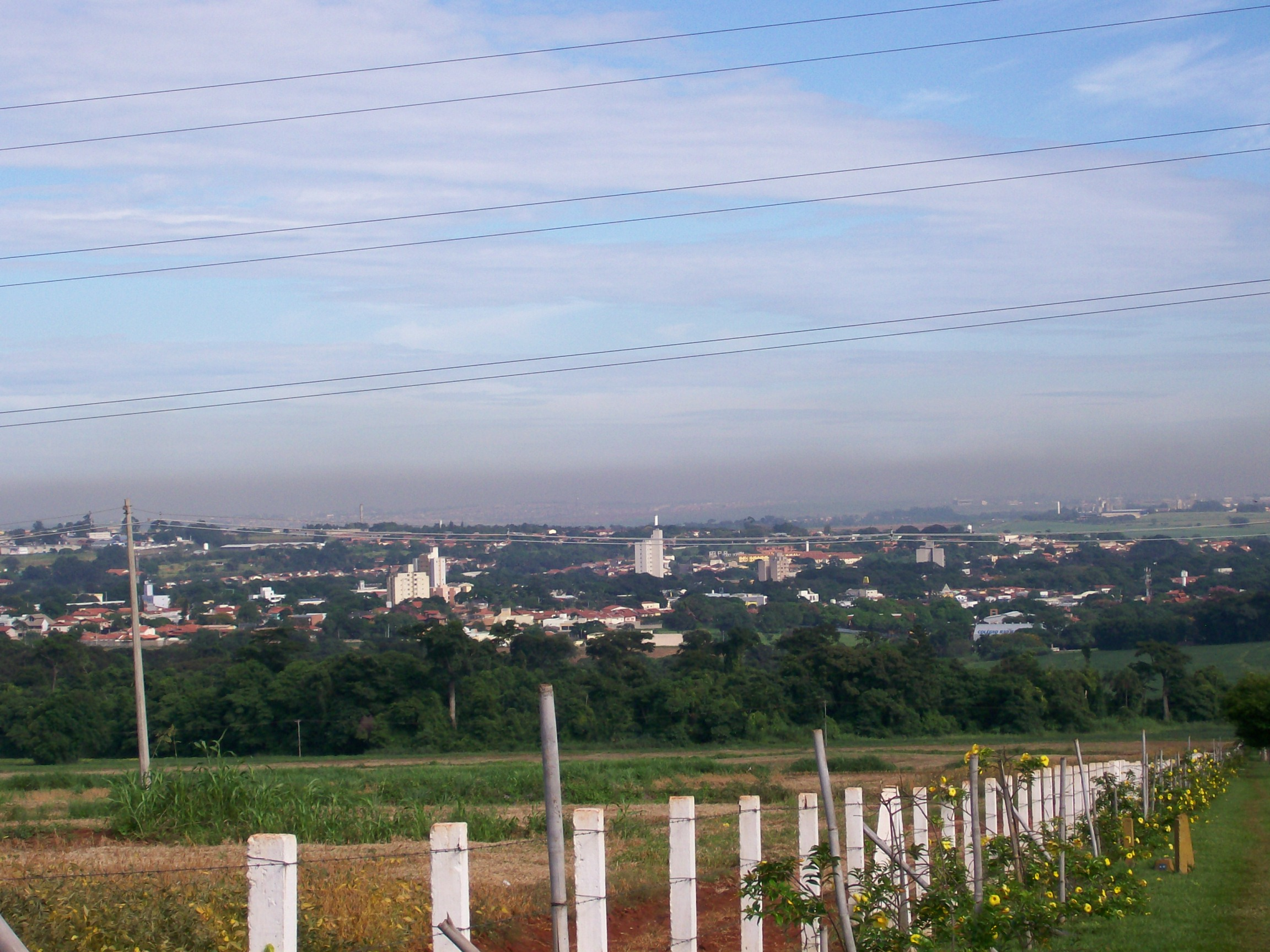
Centro de Barão Geraldo.

### Demografia

#### População urbana
| Crescimento população urbana | Crescimento população urbana | Crescimento população urbana | Crescimento população urbana |
| Censo                        | Pop.                         |                              | %±                           |
| ---------------------------- | ---------------------------- | ---------------------------- | ---------------------------- |
| 1960                         | 1 397                        |                              | —                            |
| 1970                         | 3 040                        |                              | 117,6%                       |
| 1980                         | 13 189                       |                              | 333,8%                       |
| 1991                         | 38 384                       |                              | 191,0%                       |
| 2000                         | 44 868                       |                              | 16,9%                        |
| 2010                         | 55 134                       |                              | 22,9%                        |
| Fonte: IBGE e Fundação SEADE |                              |                              |                              |

#### População total
Pelo Censo 2022 (IBGE) a população total do distrito era de 58.822 habitantes.
Barão Geraldo possui, atualmente, cerca de 20 mil habitantes flutuantes), com 15 893 residências (sendo 377 residências na área rural) e 12 condomínios fechados.

### Área territorial
A área territorial do distrito é de 63,141 km².

### Bairros

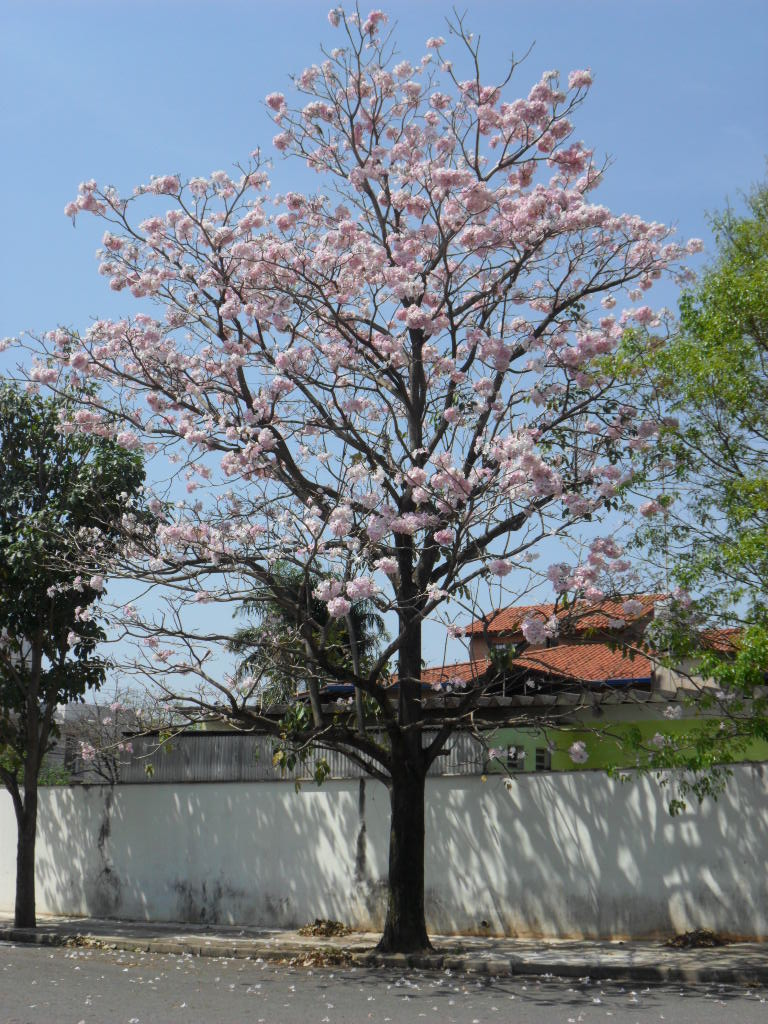
Primavera em Barão Geraldo

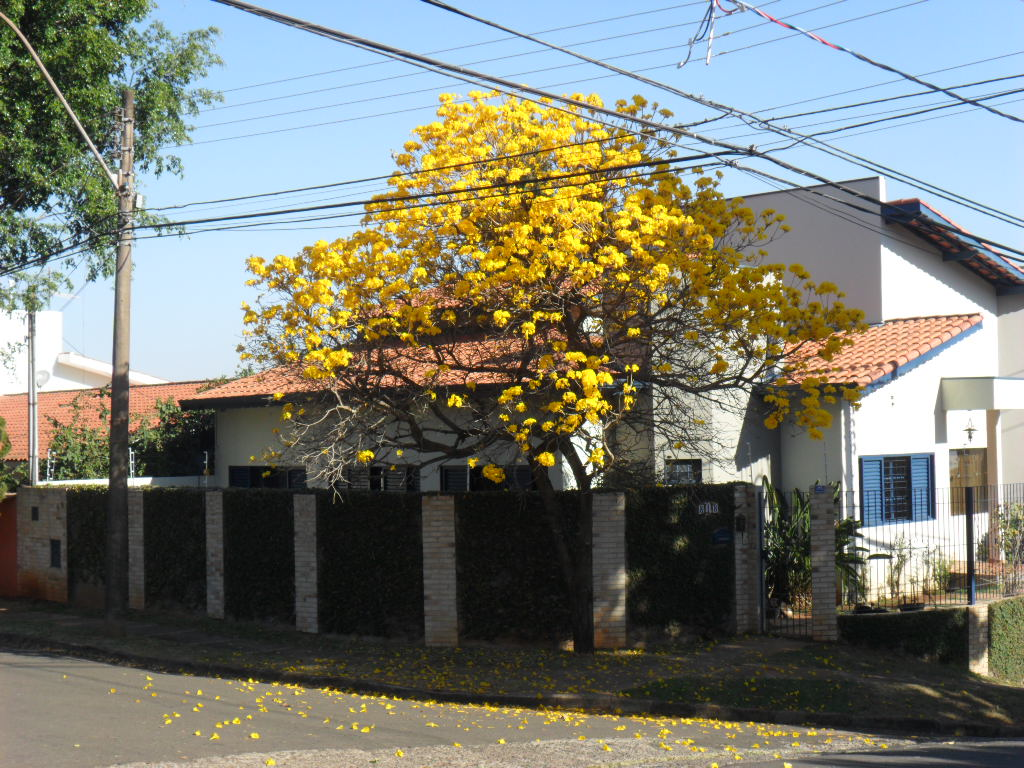
A floração dos ipês-amarelos contribui com a arborização das ruas e convive com as construções do Bairro Cidade Universitária

O distrito conta com uma subprefeitura para auxiliar na administração dos 70 bairros (incluindo chácaras, fazendas e condomínios) que o compõem. Por ser reduto de estudantes universitários, alguns de seus bairros possuem população flutuante.
Bairros:
1. Bosque das Palmeiras
2. Bosque de Barão Geraldo
3. Chácara Belvedere
4. Chácara Recreio Barão
5. Chácara Leandro (Barão Geraldo)
6. Chácaras Piracambaia
7. Chácara Santa Luzia
8. Chácara Santa Margarida
9. Chácara Vale das Garças
10. Cidade Universitária I
11. Cidade Universitária II
12. Condomínio Barão do Café
13. Condomínio Espaço Verde
14. Condomínio Estância Paraíso
15. Condomínio Lagoa Serena
16. Fazenda Maria Ângela
17. Fazenda Paraíso
18. Fazenda Santa Eudóxia
19. Fazenda Santa Genebra
20. Fazenda Santa Paula
21. Guará
22. Jardim Afife
23. Jardim Alto da Cidade Universitária
24. Jardim América
25. Jardim Aruã
26. Jardim do Sol
27. Jardim Independência
28. Jardim José Martins
29. Jardim São José
30. Jardim São Gonçalo
31. Jardim Santa Genebra II
32. Jardim Santa Margarida
33. Real Parque (Barão Geraldo)
34. Parque Ceasa
35. Parque das Universidades
36. Parque dos Jacarandás
37. Parque Rio das Pedras
38. Parque Rural F. Santa Cândida
39. Recanto dos Pássaros
40. Residencial Barão do Café
41. Residencial Burato
42. Residencial Colinas
43. Residencial Terra Nova
44. Recanto Yara
45. Sítio São José
46. Sítio São Martinho
47. Solar de Campinas
48. Terras do Barão
49. Vitória Ropole
50. Vila Agostinho Pattaro
51. Vila Dona Ninoca
52. Vila Holândia
53. Vila José Martins
54. Vila Modesto Fernandes
55. Vila Mokarzel
56. Vila São João
57. Vila Santa Isabel
58. Vila Santa Luísa
59. Vila Tupã
60. Village Campinas
61. Village Campinas II

### Rodovias
O distrito está situado a doze quilômetros da área central de Campinas, a qual se liga pela Rodovia Professor Zeferino Vaz (antiga Milton Tavares de Lima).

### Hidrografia
Pelo distrito de Barão Geraldo, passa o Ribeirão das Pedras, um curso d'água bastante poluído por esgoto doméstico e por outras fontes como o Parque Dom Pedro Shopping. Suas terras situam-se no contato entre duas importantes formações geomorfológicas do estado de São Paulo: a Depressão periférica e o Planalto Atlântico paulista.

## Serviços públicos

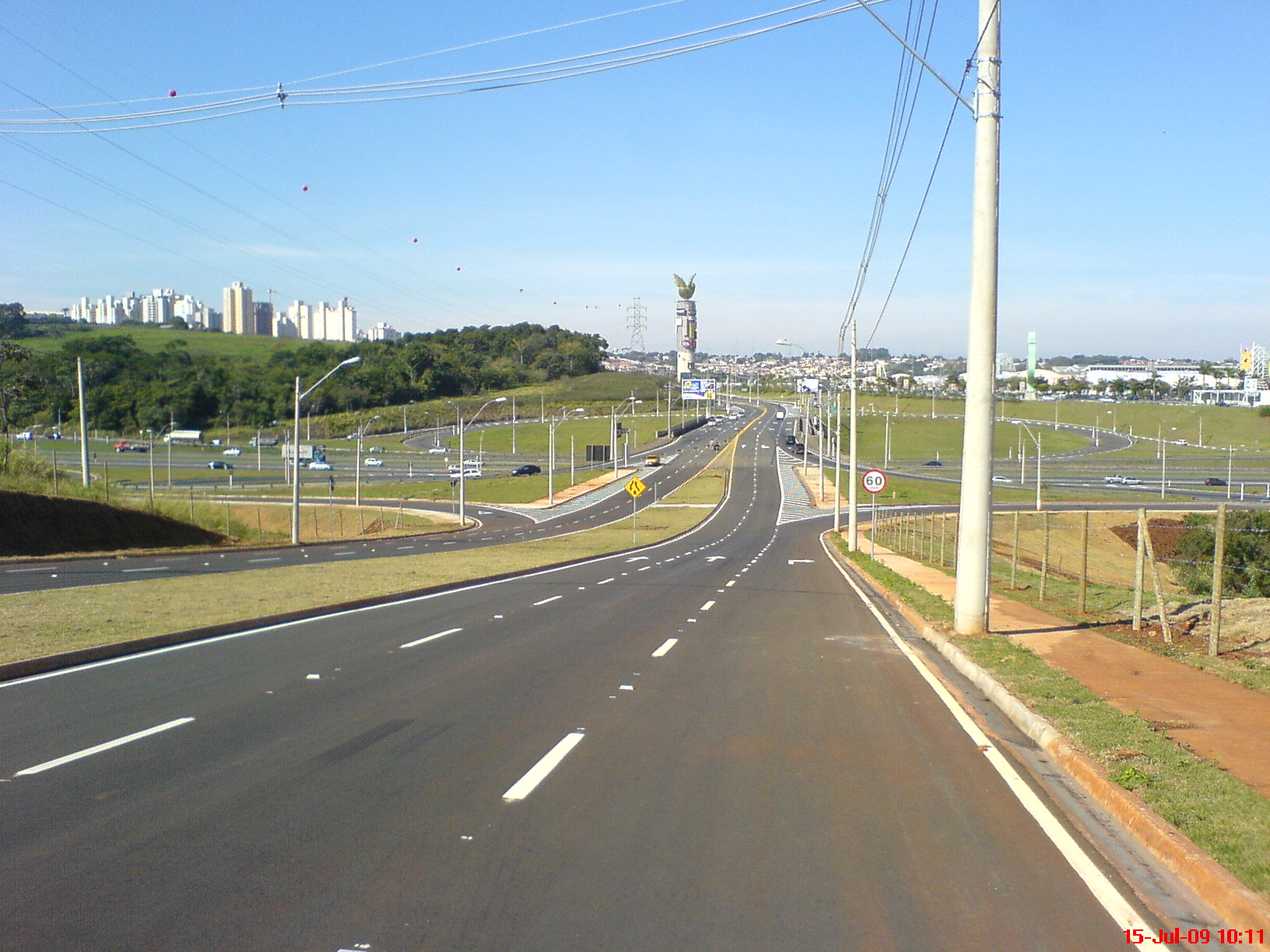
Av. Guilherme Campos.

### Administração
- Subprefeitura de Barão Geraldo[24]

### Registro civil
Atualmente é feito no próprio distrito, pois o Cartório de Registro Civil das Pessoas Naturais continua ativo.

### Saneamento
O serviço de abastecimento de água é feito pela Sociedade de Abastecimento de Água e Saneamento (SANASA).

### Energia
A responsável pelo abastecimento de energia elétrica é a CPFL Paulista, distribuidora do Grupo CPFL Energia.

### Telecomunicações
O sistema de telefones automáticos foi inaugurado no distrito em 1978 pela Telecomunicações de São Paulo (TELESP), que também implantou o sistema de discagem direta à distância (DDD) em 1978 com o código de área (0192).
Na década de 90 o código DDD do distrito foi alterado para (019), para padronização do sistema telefônico com a telefonia celular que estava sendo implantada em todo o estado.

## Pontos de interesse
Localizam-se, em Barão Geraldo, polos referenciais que reúnem interesses culturais, tecnológicos, científicos, ambientais e turísticos, entre os quais se destacam:
- Unicamp
- FACAMP
- Puccamp
- Universidade São Francisco
- CPqD
- Centro Médico de Campinas
- Centro Boldrini
- Dextra Sistemas
- Sobrapar
- Laboratório Nacional de Luz Síncroton
- Mata de Santa Genebra
- Parque Ecológico Hermógenes de Freitas Leitão Filho
- Espaço Cultural Casa do Lago
- Convento das Carmelitas
- Parque Linear Ribeirão das Pedras

## Preservação ambiental

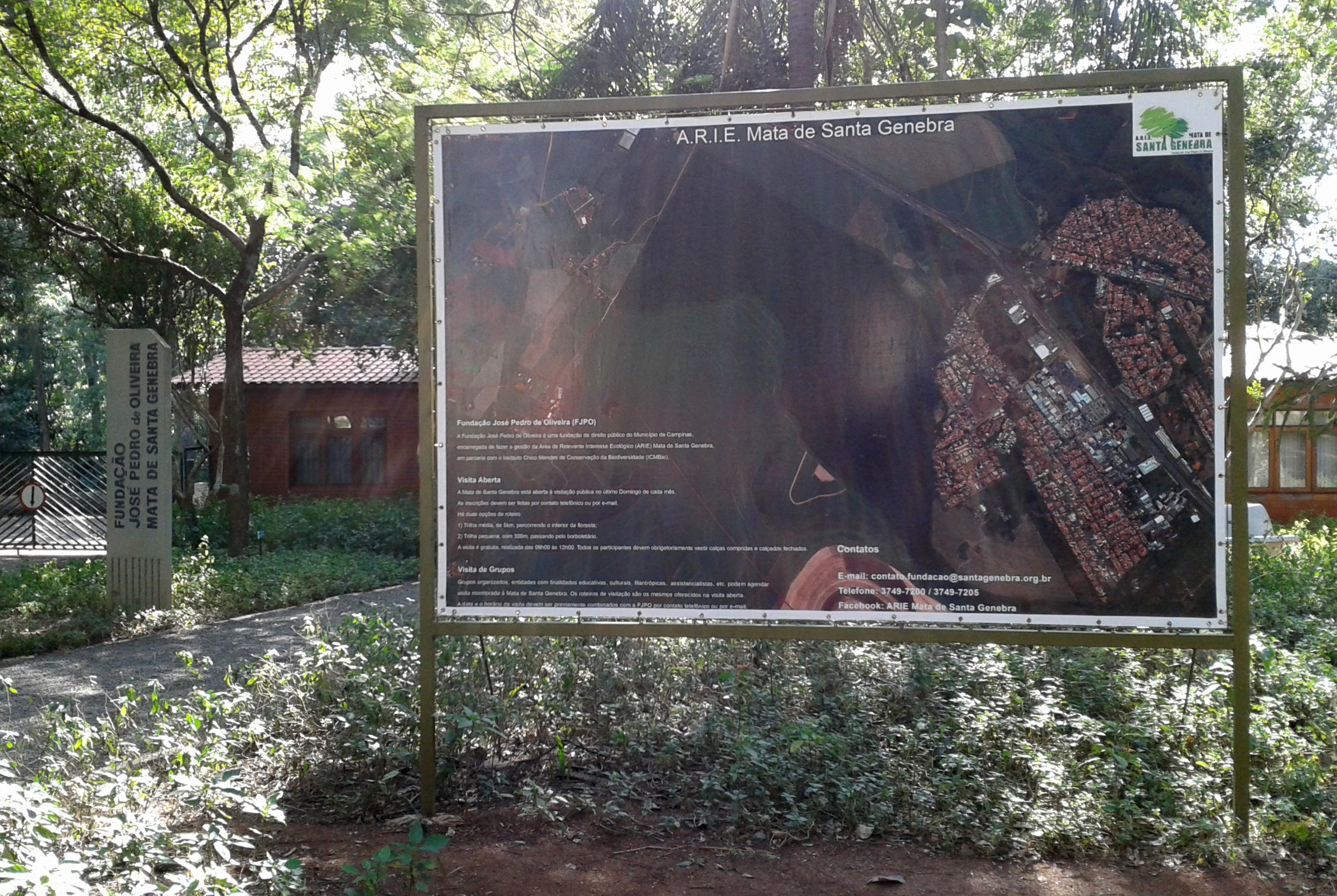
Entrada da Mata Santa Genebra.

Vários baronenses pretendem que a cidade se torne uma referência em preservação ambiental, adotando medidas que vão ao encontro desse plano. Em meio a polêmicas e iniciativas de aspecto legal e privado, algumas áreas de preservação têm sido destacadas e incluídas em projetos municipais.
Em 13 de novembro de 2003, o Condepacc (Conselho de Defesa do Patrimônio) determinou que as cinco matas e as duas lagoas da Fazenda Rio das Pedras fossem tombadas como patrimônio da cidade, definidas como bens de interesse ambiental e histórico-cultural.

### Mata Santa Genebra
A Mata de Santa Genebra é um pedaço remanescente de Mata Atlântica localizado no distrito de Barão Geraldo. Seus limites ocidentais marcam também a divisa de municípios entre Campinas e Paulínia. É a segunda maior floresta urbana do Brasil, atrás apenas da Floresta da Tijuca, no Rio de Janeiro. Possui uma área de 251,77 hectares, altitude média de 670 m e temperatura média de 20,6 °C. É uma floresta semidecídua e declarada ARIE (Área de Relevante Interesse Ecológico) pelo Governo Federal em 1985.

### Parque Ecológico

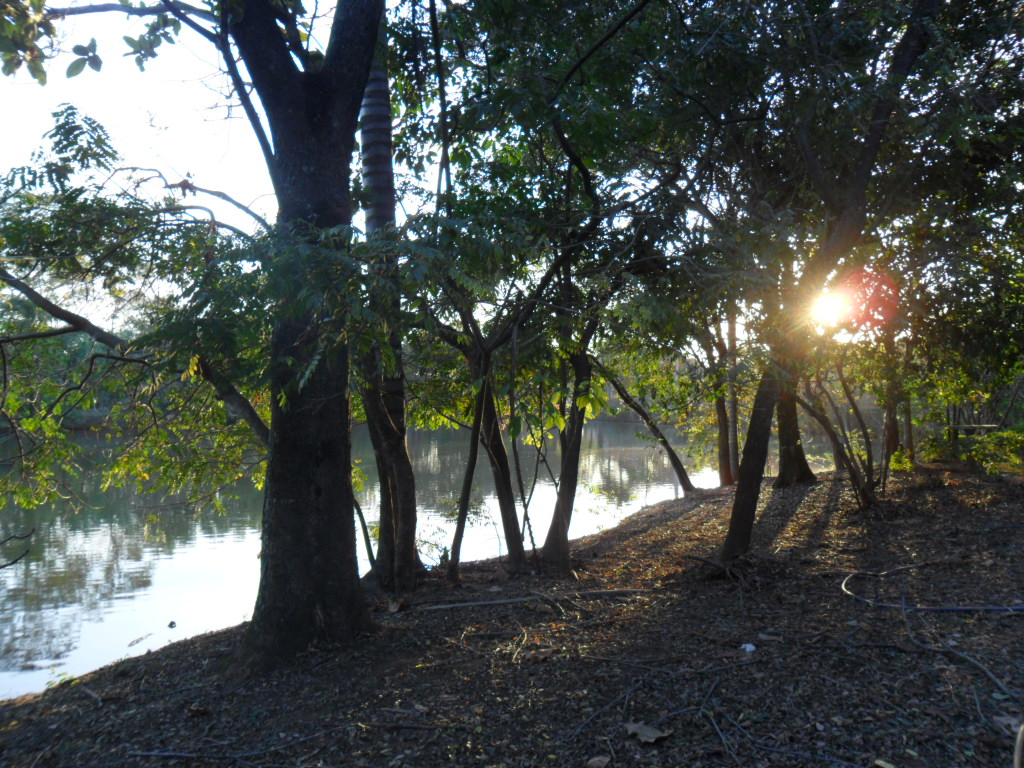
Parque Ecológico Hermógenes Leitão Filho.

O Parque Ecológico Professor Hermógenes de Freitas Leitão Filho localiza-se nos limites entre a Unicamp e o bairro Cidade Universitária, e, nele, está a lagoa Chico Mendes, que ocupa 74% da área total do parque. Delimitado em uma área de 13,44 hectares, é utilizado para lazer e caminhadas, sendo administrado pelo Departamento de Parques e Jardins da Prefeitura Municipal de Campinas.
A vegetação acomoda espécies nativas, algumas características de floresta brejosa, plantas e animais exóticos. Hermógenes de Freitas Leitão Filho foi professor do Instituto de Biologia e pró-reitor de pós-graduação da Unicamp, e defendia, como definição de um parque ecológico:
| “ | Um parque ecológico congrega uma série de atividades, com objetivos específicos, de uma forma harmônica, com a finalidade de integrar o homem ao meio ambiente pela valorização da natureza. | ” |

### Parque Linear Ribeirão das Pedras

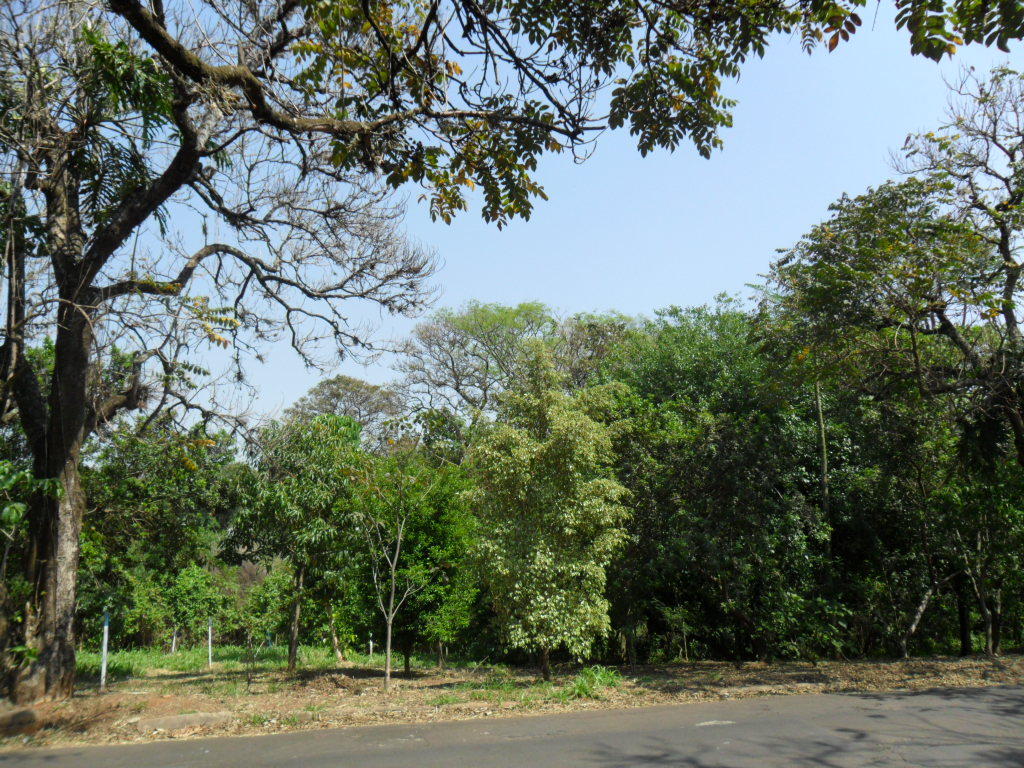
Trecho do Parque Linear do Ribeirão das Pedras, em Barão Geraldo (2011).

O Ribeirão das Pedras nasce no bairro Alto Taquaral, passa pelo Jardim Santa Genebra e chega ao distrito de Barão Geraldo, onde recebe água dos afluentes do Parque Ecológico Hermógenes de Freitas Leitão e deságua no Ribeirão Anhumas, percorrendo um percurso total de cerca de 8 quilômetros, abrigando um projeto de preservação ambiental marcado pela recuperação da mata ciliar, implantação de equipamentos de lazer como ciclovia, de lagoa natural de controle de cheias e investimentos em obras de saneamento e urbanização.
Em 1998, a Secretaria Municipal do Meio Ambiente da Prefeitura de Campinas desenvolveu o projeto do Parque Linear do Ribeirão das Pedras, prevendo a recuperação da mata ciliar do ribeirão, num parque que atravessaria 23 bairros, com uma ciclovia com 9 quilômetros.
O projeto foi apresentado ao Ministério Público Estadual em 1998, e foram previstos 5 trechos de implantação e 18 subtrechos. Em 1998, foi implantado o 1º subtrecho, o trecho denominado 3-b, com 500 metros e o plantio de 3 000 mudas nativas; em seguida, o Colégio Rio Branco aderiu, com o trecho 3-a e a construção de 300 metros de ciclovia, envolvendo os alunos no plantio de 500 mudas.
Em 1999, foi iniciada a recuperação da nascente do ribeirão, com a participação da Unicamp, sociedade civil e iniciativa privada, e a implantação dos trechos 1-b, 1-c e 1-d, como medida compensatória do Parque Dom Pedro Shopping, construído às margens do ribeirão. A partir de 2001, iniciou-se a participação da iniciativa privada. No total, o investimento declarado pela Prefeitura de Campinas é de 31 000 000 de reais no projeto, com plantio de 50 000 mudas de árvores de 110 espécies nativas, como o jequitibá, ingá, ipê, jatobá, entre outros, e com a monitoração de 122 espécies de aves.
Em 2010, o projeto Parque Linear do Ribeirão das Pedras, ainda em andamento em meio a polêmicas e controvérsias, recebeu o Prêmio Nacional de Melhor Prática em Gestão Ambiental e Urbana, concedido pelo Ministério do Meio Ambiente e das Cidades.

## Cultura

### Teatros
- Cia ParaladosanjoS
- Barracão Teatro
- Terra Lume - Lume teatro
- Excaravelhas
- Cia. Artística Ungambikkula
- Grupo Matula Teatro
- Boa Companhia
- Centro Cultural Casarão
- Troupe Per Tutti de Comédia Clássica

### Escolas de Música e Artes
- RessoArte - Escola de Artes e Cultura
- ELM - Escola Livre de Música - UNICAMP
- TaCaTum
- Master Guitar
- Cosmos Studio

### Feira da Cultura e Arte
A Feira de Cultura e Arte de Barão Geraldo existe desde 7 de setembro de 2002, comercializa produtos artesanais diversos, conta com área de alimentação e palco de apresentações.

### Espaço Cultural Casa do Lago
O Espaço Cultural Casa do Lago foi inaugurado em 8 de abril de 2002, no campus da UNICAMP, em Barão Geraldo, e possui uma área construída de, aproximadamente, um mil metros quadrados, divididos em sala de cinema, sala multidisciplinar e sala de exposições. Seu objetivo é permitir o diálogo artístico e cultural entre a comunidade acadêmica e os diversos segmentos da sociedade. Possui sala de cinema com 72 lugares, Sala Multiuso para apresentações e uma Galeria.

### Carnaval de rua
O carnaval de rua de Barão só começou em 1999, com  o primeiro desfile do bloco Berra Vaca reunindo milhares de participantes, desfilando pelas ruas do distrito, cantando marchinhas de carnaval, antigas e atuais. O nome Berra Vaca surgiu em alusão à lenda do "Boi Falô" e hoje é referência como um dos carnavais mais originais e animados de Campinas. No entanto , depois do Berra Vaca surgiram vários outros grupos como o Sibipiruna, o União Altaneira ( originado de uma bateria da Unicamp) , as Cacheirosas, o Jeguegerso

### Lenda do Boi Falô

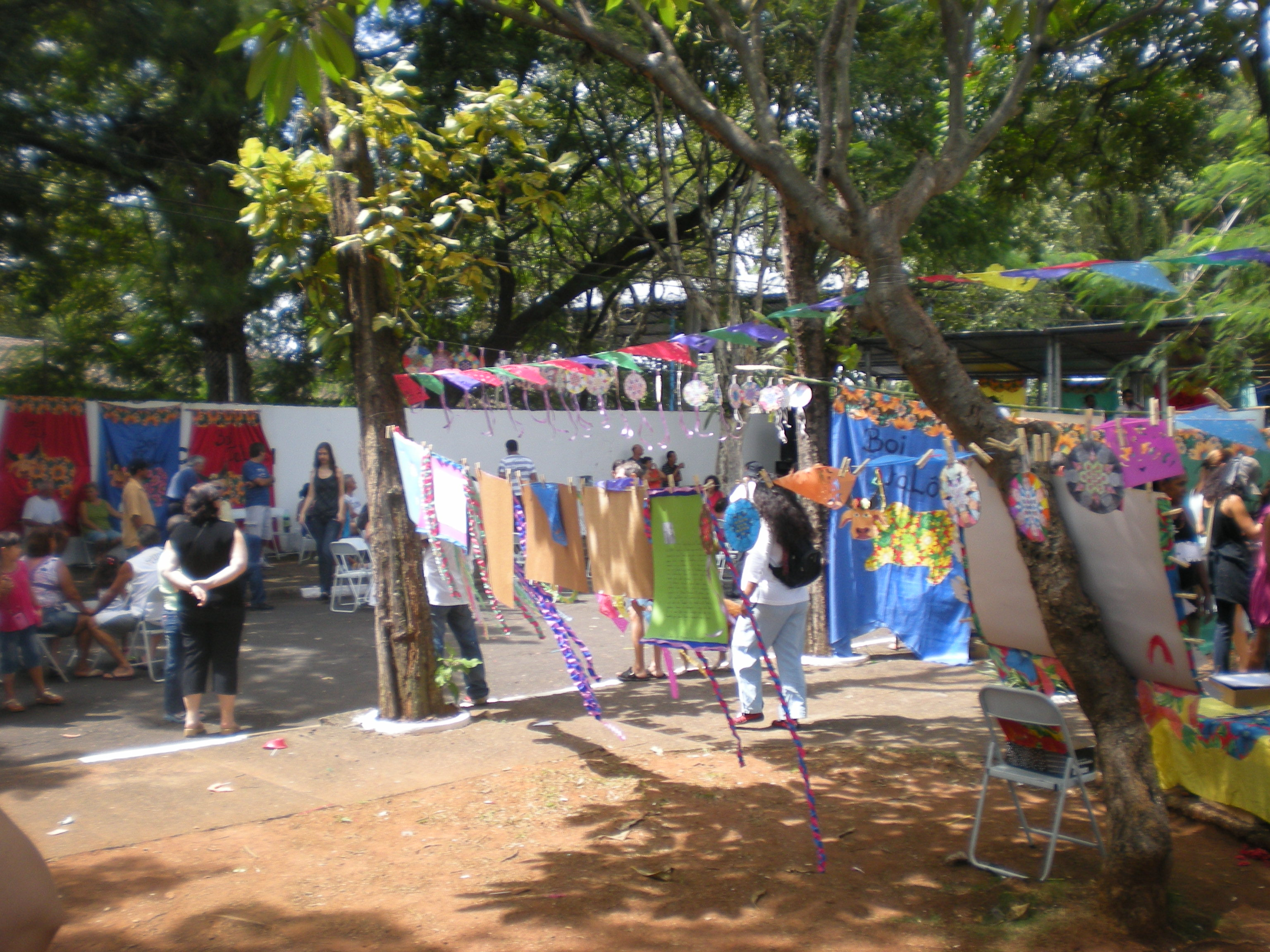
Festa do Boi Falô.

Conta a tradição que numa Sexta-feira Santa, um capataz da Fazenda Santa Genebra ordenou a um escravo ou trabalhador que fosse buscar alguns bois que estavam deitados num local conhecido como Capão do Boi (onde atualmente está o bairro Jardim Santa Genebra II.) Mas, ao chegar ao local para tocar os bois, um dos animais recusou-se a levantar, e ao ser açoitado pelo escravo ou trabalhador, repentinamente o boi disse "Hoje não é dia de trabalhar! Hoje é Dia de Nosso Senhor Jesus Cristo!" O escravo, aterrorizado voltou à sede da Fazenda e contou ao capataz do ocorrido e o próprio capataz foi ao local tocar o boi e também ouviu o boi falar a mesma coisa.
Diversas versões diferentes dessa lenda passaram a circular, umas sem citar se eram brancos ou negros ou escravos, outras envolvendo o próprio barão Geraldo e seu escravo Toninho e que, devido a histórias inventadas no Cemitério da Saudade, sem nenhuma relação com Barão Geraldo e que foi oficializada pela Prefeitura de Campinas embora seja desmentidas pela própria filha do barão Geraldo, Amélia Resende Martins, em sua biografia do pai.
A partir de 1988, lideranças de Barão Geraldo passaram a realizar a Festa do Boi Falô com uma grande macarronada servida para todos os presentes toda Sexta-Feira Santa, para relembrar a lenda local passada de pai para filho. Porém,  inventando a origem da lenda em 1888 para justificarem a festa, acabaram subvertendo o sentido tradicional da lenda.  Em 1993, a festa foi legalizada pelos governos municipal e estadual por atuação dos vereadores César Nunes e deputada Célia Leão.

## Religião
O Cristianismo se faz presente no distrito da seguinte forma:

### Igreja Católica
- A igreja faz parte da Arquidiocese de Campinas[41].

### Igrejas Evangélicas
- Igreja do Nazareno - 1ª Igreja do Nazareno de Barão Geraldo, localizada no Centro do Distrito, está em Barão Geraldo há 50 anos, com sua mensagem de Santidade ao Senhor, uma igreja vibrante, missionária e tem trabalhado por Barão Geraldo com a mensagem do Evangelho e obras de Compaixão. Em Barão Geraldo também, localiza-se o Seminário Teológico Nazareno do Brasil, num lindo Campus, formando Pastores e Líderes da denominação desde 1962.
- Assembleia de Deus - O distrito possui congregação da Assembleia de Deus Ministério do Belém, vinculada ao Campo de Campinas[42][43]. Por essa igreja, através de um início simples, mas sob a bênção de Deus, a mensagem pentecostal chegou ao Brasil. Esta mensagem originada nos céus alcançou milhares de pessoas em todo o país, fazendo da Assembleia de Deus a maior igreja evangélica do Brasil[44].
- Congregação Cristã no Brasil[45].